# Borinda
Genre
Classification phylogénétique
Borinda est un genre de plantes de la famille des Poaceae et de la sous-famille des Bambusoideae. Il doit son nom au botaniste irlandais Norman Loftus Bor (1893-1972). Ses espèces se rencontrent principalement au Tibet, au Népal, au Sikkim et au Bhoutan.

## Quelques espèces
- Borinda albocerea
- Borinda angustissima
- Borinda boliana
- Borinda contracta
- Borinda frigidorum
- Borinda fungosa
- Borinda lushuiensis
- Borinda nujiangensis
- Borinda perlonga